# Fractionatie (genetica)
Fractionatie of fractionering is het verdwijnen van de meeste van de verdubbelde genen na het optreden van polyploïdisatie met een verdubbeling van het gehele genoom. Het genoom evolueert weer naar een diploïde situatie. Fractionatie is een onderdeel van het proces van diploïdisatie. De structuur van het genoom zal dan wel sterk verschillen omdat er genen verloren gaan.

## Procesverloop
Fractionatie is een natuurlijk proces waarbij in de loop van de evolutie genoomgedeelten, genen, regelende elementen (cis-regulatie) of andere genomische kenmerken verloren gaan. Dit verschijnsel komt vooral voor bij genomen van planten met polyploïdie in hun geschiedenis. 
Er is geen selectiemechanisme voor het behoud van de verdubbelde kenmerken. Na de duplicatie van een genoomgedeelte of van het gehele genoom, zoals bij tetraploïdie, gaan van de meeste verdubbelde genoomkenmerken een van de homologen verloren.

## Analyse
Door syntenie-analyse, dat is vergelijking van de genomen van verwante soorten, kan worden nagegaan of twee of meer regio's afgeleid zijn van een overeenkomstig genomisch gebied, de syntenische gebieden. Syntenische gebieden kunnen ontstaan zijn bij soortvorming en bij genoomverdubbeling. 
Inversies van de genen kunnen het beeld vertroebelen. Genen kunnen door translocaties zelfs op andere chromosomen terechtkomen.